# Natali Dizdar
Natali Dizdar (* 27. August 1984 in Zadar, SR Kroatien, SFR Jugoslawien) ist eine kroatische Sängerin.

## Leben und Karriere
Dizdar wurde in der dalmatinischen Küstenstadt Zadar geboren. Ihre Kindheit verbrachte sie in Sukošan und besuchte ebenda die Gesangsschule. Mit acht Jahren trat sie erstmals öffentlich auf. Es folgten weitere Auftritte bei verschiedenen Kindergesangsfestivals. Ihren ersten medialen Auftritt absolvierte Dizdar beim kroatischen Fernsehsender Nova TV, in der Sendung Story SuperNova Music Talents, vergleichbar mit Deutschland sucht den Superstar. Bei diesem Musikwettbewerb erreichte Natali Dizdar mit Interpretationen von Liedern der Künstlerinnen Aretha Franklin, Erykah Badu, Alicia Keys, Cyndi Lauper das Finale und wurde bald daraufhin von Croatia Records unter Vertrag genommen.
Mit dem Pianisten Matija Dedić begann ihre professionelle Musikkarriere. Bei der alljährlich stattfindenden Preisveranstaltung der Kroatischen Musikindustrie Porin sang Natali Dizdar eine Komposition von Zdenko Runjić Moj Galebe. Ihre erste Single Ne daj veröffentlichte Dizdar im Sommer 2004. Die Single wurde zum Hit des Sommers 2004 in der Kroatischen Top 20. Ihre zweite erfolgreiche Hitsingle wurde Gazio si me. 2005 veröffentlichte Dizdar bei Croatia Records ihr erstes Musikalbum. Das erste Konzert von Natali Dizadar fand in der Zagreber Discothek Aquarius statt. Ihre erste Auszeichnung für ihr künstlerisches Schaffen erhielt Dizdar durch die Kroatische Musikindustrie in Osijek.

## Diskografie

### Alben
- 2005: Natali Dizdar
- 2009: Pronađi Put
- 2017: Iluzije
- 2024: Zadnji Dan Ljeta

### Live-Alben
- 2012: ZKM Live

### EPs
- 2023: Blues po kišnim plažama

### Singles (Auswahl)
- 2005: Ne Daj
- 2005: Zamijenit Ću Te Gorim
- 2017: Grijeh
- 2017: Nećeš Ne, Zar Ne
- 2017: Mjesto Za Jedno
- 2021: Kad Mislim Na To